# Перебор (Нікольський район)
Перебо́р (рос. Перебор) — присілок у складі Нікольського району Вологодської області, Росія. Входить до складу Зеленцовського сільського поселення.

## Населення
Населення — 9 осіб (2010; 23 у 2002).
Національний склад (станом на 2002 рік):
- росіяни — 100 %